# Драгоценные камни
Драгоценные камни — минералы, относимые к самым дорогим материалам. Согласно классификации английского минералога Дж. Ф. Г. Смита драгоценными считаются материалы, в наибольшей степени отвечающие трём основным критериям: «красоте, долговечности и редкости». Таких материалов, в старое время называемых «благородными», в равной степени отвечающих строгим требованиям, сравнительно немного. По прочности и стоимости первое место занимает алмаз, в огранённом виде — бриллиант, далее следуют рубин, сапфир, изумруд. Менее редкие минералы называют полудрагоценными.

## История
В древности к драгоценным камням причисляли самые разные материалы в зависимости от их эстетических свойств и символического значения, в том числе жемчуг, янтарь, коралл, которые минералами не являются. Так, например, в библейской традиции камни символизируют добродетели, а их блеску приписывают магическую силу. Названия камней со временем менялись. Разные камни иногда называли по внешнему виду одинаково, и напротив — один и тот же минерал в зависимости от окраски получал различные наименования.
Многие минералы и иные материалы, считавшиеся в древности драгоценными, в настоящее время к этой категории не относятся. Так, например, в Ветхом Завете упоминаются двенадцать драгоценных камней в четырёхугольном наперснике (нагруднике) иудейского первосвященника, на которых были начертаны имена двенадцати колен Израилевых (Исх. 28: 15—30): рубин, топаз, изумруд, карбункул (общее название камней красного цвета), сапфир, алмаз, аметист, агат, яхонт, оникс, хризолит, яспис (яшма). В Апокалипсисе (Откр. 21: 19—20) основаниями Нового, или Небесного Иерусалима являются яспис, сапфир, халцедон, смарагд (так в древности называли изумруд), сардоникс (разновидность оникса), сердолик, хризолит, вирилл (берилл), топаз, хризопраз, гиацинт и аметист.
В Китае во все времена особенно ценили нефрит.

## Современное использование
Драгоценные камни широко используют в производстве ювелирных изделий, собирают в коллекциях, используют как банковские активы. Трудно отличимые на вид имитации (подделки) драгоценных камней следует отличать от искусственно выращенных драгоценных минералов. Имитации многих драгоценных камней были известны ещё во времена Древнего Рима. В наши дни такие имитации весьма популярны, так как стоят намного дешевле. В 1902 году французский химик М. А. Вернейль впервые получил и начал поставлять на мировой рынок синтетические рубины, а чуть позже синтетические сапфиры и синтетическую шпинель. Появление большого количества синтетических камней не снизило, а, наоборот, повысило значение и стоимость натуральных, природных самоцветов. 
Изучением драгоценных камней как минералов и поисками способов их точного распознавания от синтетических подделок занимается раздел минералогии, называемый геммология.
В России принято разделять камни, используемые для ювелирных украшений и для производства камнерезных изделий, на три группы: ювелирные (драгоценные) камни; поделочные камни, предназначенные для производства камнерезных изделий (шкатулок, пепельниц и т. п.), и промежуточную группу ювелирно-поделочных камней. Общепринятой классификации, чётко разделяющей драгоценные и полудрагоценные камни, нет. Также находят своё применение в качестве ювелирного и поделочного сырья камни самоцветы, как правило, прозрачные или полупрозрачные.
В соответствии с федеральным законом от 26 марта 1998 г. N 41-ФЗ «О драгоценных металлах и драгоценных камнях» (ст. 1), к драгоценным камням отнесены: природные алмазы, изумруды, рубины, сапфиры и александриты, а также природный жемчуг в сыром (естественном) и обработанном виде.

## Список драгоценных и полудрагоценных камней
- Алмаз
- Хризолит (оливин, перидот)
- Эвклаз
- Корунд
  - Рубин
  - Сапфир
- Тааффеит
- Берилл
  - Аквамарин
  - Изумруд
  - Гелиодор
  - Морганит (Воробьевит)
- Хризоберилл
  - Александрит
- Шпинель
- Гранаты
  - Демантоид
  - Цаворит
  - Спессартин
  - Пироп
    - Родолит

  - Альмандин
- Кварц
  - Аметист (густоокрашенный)
  - Цитрин
  - Горный хрусталь
  - Дымчатый кварц (Раухтопаз)

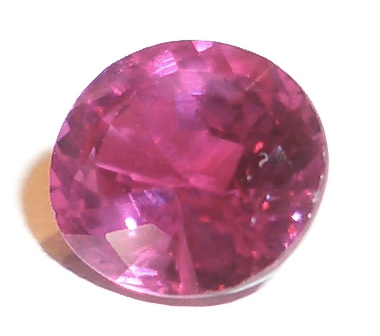
Огранённый рубин

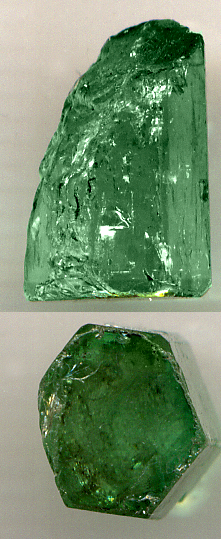
Кристаллы изумруда

  - Празиолит (искусственно окрашенный зелёный кварц)
  - Аметрин
  - Розовый кварц
- Турмалин
  - Верделит (умеренно-зелёный)
  - Индиголит (сапфирово-синий)
  - Параиба (аквамариновый)
  - Арбузный (двухцветный — красно-зелёный)
- Опал благородный
- Опал огненный (мексиканский)
- Топаз
- Танзанит
- Циркон
  - Гиацинт
- Андалузит

(Согласно статье 1 Федерального закона от 26 марта 1998 г. № 41-ФЗ «О драгоценных металлах и драгоценных камнях» драгоценные камни — это природные алмазы, изумруды, рубины, сапфиры и александриты, а также природный жемчуг в сыром (естественном и обработанном виде. К драгоценным камням приравниваются уникальные янтарные образования в порядке, устанавливаемом Правительством Российской Федерации. Настоящий перечень драгоценных камней может быть изменён только федеральным законом)

## Виды обработки драгоценных камней
- Огранка
  - Бриллиантовая огранка
  - Изумрудная огранка
  - Смешанная форма
  - Ступенчатая огранка
  - Огранка бриолетта
  - Огранка грушей
  - Огранка маркиза
  - Огранка клиньями
  - Огранка пенделоки
  - Огранка розой
  - Огранка таблицей
- Кабошон
- Резьба по камню
  - Глиптика
  - Нэцкэ
- Инкрустация
- Флорентийская мозаика
- Галтовка

## Распределение драгоценных и полудрагоценных камней по цвету
| Цвет                 | Прозрачные камни | Непрозрачные или просвечивающиеся камни                                                                                          |
| -------------------- | --- | --- |
| Бесцветный или белый | Алмаз+, корунд+, топаз+, шпинель+*, берилл+*, горный хрусталь | Жемчуг+(с перламутровым блеском), опал                                                                                           |
| Чёрный               | Алмаз+ | Морион, агат, меланит, диопсид, гагат, оникс                                                                                     |
| Розовый              | Топаз+*, рубелит+, шпинель+, морганит+, алмаз+*, кунцит | Розовый кварц, родонит, |
| Красный              | Рубин+, александрит+ (при электрическом освещении), топаз+*, шпинель+, гиацинт+, морганит+, пироп, альмандин                                                                                | Яшма, корнеол |
| Коричневый           | Топаз+, шпинель+, гиацинт+, турмалин, рутил, гроссуляр, спессартин | Сардер, яшма, карнеол, тигровый глаз, дымчатый кварц, нефрит*, янтарь                                                            |
| Фиолетовый           | Аметист+, топаз+*, турмалин+*, таффеит+*, корунд+ | Чароит, аметистовый кварц |
| Голубой              | Аквамарин+, топаз+*, сапфир+, индиголит+, шпинель+*, эвклаз+ | Бирюза, лазурит |
| Синий                | Сапфир+, индиголит+, топаз+, берилл+, шпинель+*, танзанит | Бирюза, лазурит, азурит, содалит, лабрадорит                                                                                     |
| Зелёный              | Изумруд+, хризоберилл+, хризолит+, сапфир+, топаз+*, александрит+ (при дневном освещении), аквамарин+, турмалин+, эвклаз+, шпинель+, андрадит, гроссуляр, диопсид, эпидот, энстатит, оливин | Изумруд+, диоптаз, хризопраз, яшма*, празем, гелиотроп, хризопал, амазонит, нефрит, жадеит, малахит, апатит, змеевик (серпентин) |
| Жёлтый или оранжевый | Топаз+, Гелиодор+, хризоберилл+, корунд+, шпинель+, гиацинт, цитрин, гидденит, турмалин* | сердолик, яшма, нефрит, янтарь                                                                                                   |
| Полосатый, пёстрый   | Голова мавра | Яшма, агат, благородный опал, оникс и сардоникс, гелиотроп, авантюрин, тигровый глаз,                                            |

+ — драгоценные камни;
* — камень данного цвета встречается редко.